# Алфонс Бернанд
Алфонс Бернанд (англ. Alphonse Burnand, 21 січня 1896 — 4 грудня 1981) — американський яхтсмен.
Олімпійський чемпіон 1932 року в класі 8 метрів.